# Borough of Tamworth
Borough of Tamworth  är ett distrikt (motsvarande kommun) i grevskapet Staffordshire i England, Storbritannien. Distriktet har 79 639 invånare (2022). Det består av staden Tamworth. 